# Campeonato Mundial de Ciclismo en Ruta de 2016
El LXXXIII Campeonato Mundial de Ciclismo en Ruta se realizó en Doha (Catar) entre el 9 y el 16 de octubre de 2016, bajo la organización de la Unión Ciclista Internacional (UCI) y la Unión Ciclista de Catar.
El campeonato constó de carreras en las especialidades de contrarreloj y de ruta, en las divisiones élite masculino, élite femenino y masculino sub-23; las pruebas de contrarreloj élite se disputaron individualmente y por equipos. En total se otorgaron ocho títulos de campeón mundial.

## Recorrido
La ruta fue anunciada en febrero de 2015, la carrera para los hombres élite estuvo conformada por un circuito plano de 151 km a través del desierto, donde el calor, el viento y los remolinos de polvo fueron la mayor dificultad para los ciclistas, y en la parte final los ciclistas dieron siete vueltas por un circuito de 15,3 km en los alrededores de la ciudad de Doha (que incluyeron una sección de 1,2 km de adoquines por la moderna zona de La Perla de Catar), para finalmente completar un recorrido de 257,5 km.

## Programa
| Día                      | Evento                             | Trayecto                                                         | Distancia (km) | Ganador                           |
| ------------------------ | ---------------------------------- | ---------------------------------------------------------------- | -------------- | --------------------------------- |
| Contrarreloj por equipos |                                    |                                                                  |                |                                   |
| 9 de octubre             | Contrarreloj por equipos femenina  | Complejo Deportivo de Lusail–La Perla de Catar (circuito urbano) | 40,0           | Boels Dolmans · ( Países Bajos)   |
| 9 de octubre             | Contrarreloj por equipos masculina | Complejo Deportivo de Lusail–La Perla de (circuito urbano)       | 40,0           | Etixx-Quick Step · ( Bélgica)     |
| Contrarreloj individual  |                                    |                                                                  |                |                                   |
| 10 de octubre            | Contrarreloj sub-23 masculina      | La Perla de Catar (circuito urbano – 2 vueltas)                  | 28,9           | Marco Mathis · ( Alemania)        |
| 11 de octubre            | Contrarreloj femenina              | La Perla de Catar (circuito urbano – 2 vueltas)                  | 28,9           | Amber Neben ( Estados Unidos)     |
| 12 de octubre            | Contrarreloj masculina             | Complejo Deportivo de Lusail–La Perla de Catar (circuito urbano) | 40,0           | Tony Martin · ( Alemania)         |
| Ruta individual          |                                    |                                                                  |                |                                   |
| 13 de octubre            | Ruta sub-23 masculina              | La Perla de Catar (circuito urbano – 10 vueltas)                 | 166,0          | Kristoffer Halvorsen · ( Noruega) |
| 15 de octubre            | Ruta femenina                      | Qatar Foundation–La Perla de Catar (circuito urbano – 7 vueltas) | 134,5          | Amalie Dideriksen ( Dinamarca)    |
| 16 de octubre            | Ruta masculina                     | Aspire Academy–La Perla de Catar (circuito urbano – 7 vueltas)   | 257,5          | Peter Sagan · ( Eslovaquia)       |

## Resultados

### Masculino
- Contrarreloj individual

| Puesto | Ciclista             | País        | Tiempo   |
| ------ | -------------------- | ----------- | -------- |
| Oro    | Tony Martin          | Alemania    | 44:42,99 |
| Plata  | Vasil Kirienka       | Bielorrusia | 45:28,04 |
| Bronce | Jonathan Castroviejo | España      | 45:53,90 |

- Contrarreloj por equipos

| Puesto | Ciclistas | Equipo                            | Tiempo   |
| ------ | --- | --------------------------------- | -------- |
| Oro    | Bob Jungels ( Luxemburgo) · Marcel Kittel ( Alemania) · Yves Lampaert ( Bélgica) · Tony Martin ( Alemania) · Niki Terpstra ( Países Bajos) · Julien Vermote ( Bélgica)          | Etixx-Quick Step · ( Bélgica)     | 42:32,39 |
| Plata  | Rohan Dennis ( Australia) · Stefan Küng ( Suiza) · Daniel Oss ( Italia) · Taylor Phinney ( Estados Unidos) · Manuel Quinziato ( Italia) · Joseph Rosskopf ( Estados Unidos)     | BMC Racing Team ( Estados Unidos) | 42:44,08 |
| Bronce | Luke Durbridge ( Australia) · Alexander Edmondson ( Australia) · Michael Hepburn ( Australia) · Daryl Impey ( Sudáfrica) · Michael Matthews ( Australia) · Svein Tuft ( Canadá) | Orica-BikeExchange ( Australia)   | 43:09,51 |

- Ruta

| Puesto | Ciclista       | País        | Tiempo  |
| ------ | -------------- | ----------- | ------- |
| Oro    | Peter Sagan    | Eslovaquia  | 5:40:43 |
| Plata  | Mark Cavendish | Reino Unido | 5:40:43 |
| Bronce | Tom Boonen     | Bélgica     | 5:40:43 |

### Femenino
- Contrarreloj individual

| Puesto | Ciclista       | País           | Tiempo   |
| ------ | -------------- | -------------- | -------- |
| Oro    | Amber Neben    | Estados Unidos | 36:37,04 |
| Plata  | Ellen van Dijk | Países Bajos   | 36:43,03 |
| Bronce | Katrin Garfoot | Australia      | 36:45,36 |

- Contrarreloj por equipos

| Puesto | Ciclistas | Equipo                          | Tiempo   |
| ------ | --- | ------------------------------- | -------- |
| Oro    | Evelyn Stevens ( Estados Unidos) · Elizabeth Deignan ( Reino Unido) · Chantal Blaak ( Países Bajos) · Ellen van Dijk ( Países Bajos) · Karol-Ann Canuel ( Canadá) · Christine Majerus ( Luxemburgo) | Boels Dolmans · ( Países Bajos) | 48:41,62 |
| Plata  | Lisa Brennauer ( Alemania) · Trixi Worrack ( Alemania) · Elena Cecchini ( Italia) · Alena Amialiusik ( Bielorrusia) · Hannah Barnes ( Reino Unido) · Mieke Kröger ( Alemania)                       | Canyon–SRAM · ( Alemania)       | 49:29,86 |
| Bronce | Joëlle Numainville ( Canadá) · Lotta Lepistö ( Finlandia) · Stephanie Pohl ( Alemania) · Ashleigh Moolman-Pasio ( Sudáfrica) · Lisa Klein ( Alemania) · Ciara Horne ( Reino Unido)                  | Cervélo–Bigla · ( Alemania)     | 50:38,09 |

- Ruta

| Puesto | Ciclista          | País         | Tiempo  |
| ------ | ----------------- | ------------ | ------- |
| Oro    | Amalie Dideriksen | Dinamarca    | 3:10:27 |
| Plata  | Kirsten Wild      | Países Bajos | 3:10:27 |
| Bronce | Lotta Lepistö     | Finlandia    | 3:10:27 |

### Sub-23
- Contrarreloj individual

| Puesto | Ciclista              | País      | Tiempo   |
| ------ | --------------------- | --------- | -------- |
| Oro    | Marco Mathis          | Alemania  | 34:08,09 |
| Plata  | Maximilian Schachmann | Alemania  | 34:26,72 |
| Bronce | Miles Scotson         | Australia | 34:46,07 |

- Ruta

| Puesto | Ciclista             | País     | Tiempo  |
| ------ | -------------------- | -------- | ------- |
| Oro    | Kristoffer Halvorsen | Noruega  | 3:40:53 |
| Plata  | Pascal Ackermann     | Alemania | 3:40:53 |
| Bronce | Jakub Mareczko       | Italia   | 3:40:53 |

## Medallero
| Núm. | País           | Oro | Plata | Bronce | Total |
| ---- | -------------- | --- | ----- | ------ | ----- |
| 1    | Alemania       | 2   | 3     | 1      | 6     |
| 2    | Países Bajos   | 1   | 2     | 0      | 3     |
| 3    | Estados Unidos | 1   | 1     | 0      | 2     |
| 4    | Bélgica        | 1   | 0     | 1      | 2     |
| 5    | Dinamarca      | 1   | 0     | 0      | 1     |
| 5    | Eslovaquia     | 1   | 0     | 0      | 1     |
| 5    | Noruega        | 1   | 0     | 0      | 1     |
| 8    | Bielorrusia    | 0   | 1     | 0      | 1     |
| 8    | Reino Unido    | 0   | 1     | 0      | 1     |
| 10   | Australia      | 0   | 0     | 3      | 3     |
| 11   | España         | 0   | 0     | 1      | 1     |
| 11   | Finlandia      | 0   | 0     | 1      | 1     |
| 11   | Italia         | 0   | 0     | 1      | 1     |
|      | TOTAL          | 8   | 8     | 8      | 24    |